# Milano ATP Challenger
Il Milano ATP Challenger, noto anche come Aspria Tennis Cup trofeo BCS e precedentemente Zenith Tennis Cup è un torneo professionistico di tennis giocato sulla Terra rossa, che fa parte dell'ATP Challenger Tour. Si gioca annualmente all'Aspria Harbour Club Milano di Milano in Italia dal 2006.

## Storia
Il torneo nasce dalle ceneri del Milan Indoor, importante torneo maschile facente parte dell'ATP Tour che si disputava sul sintetico al Palalido di MIlano, la cui ultima edizione si era svolta nel 2005. Per continuare la tradizione del grande tennis a Milano, l'anno successivo viene inaugurata l'Aspria Tennis Cup grazie all'impegno di Carlo Alagna, ex tennista semi professionista, maestro e allenatore di tennis e fondatore di Makers, società che organizza eventi sportivi.
Alagna trova la collaborazione del prestigioso circolo tennistico Aspria Harbour Club di Milano, nel quale organizza nel 2006 la prima edizione dell'Aspria Tennis Cup che entra subito a far parte del circuito Challenger. Da allora il torneo si è svolto ininterrottamente, a eccezione del 2020 a causa della pandemia di COVID-19.

## Albo d'oro

### Singolare
| Anno | Campione                 | Finalista            | Punteggio        |
| ---- | ------------------------ | -------------------- | ---------------- |
| 2025 | Marco Cecchinato (2)     | Dino Prižmić         | 6–2, 6–3         |
| 2024 | Federico Agustín Gómez   | Filip Cristian Jianu | 6–3, 6–4         |
| 2023 | Facundo Díaz Acosta      | Matteo Gigante       | 6–3, 6–3         |
| 2022 | Federico Coria           | Francesco Passaro    | 7–6(2), 6–4      |
| 2021 | Gian Marco Moroni        | Federico Coria       | 6–3, 6–2         |
| 2020 | Non disputato            | Non disputato        | Non disputato    |
| 2019 | Hugo Dellien             | Danilo Petrović      | 7–5, 6–4         |
| 2018 | Laslo Đere               | Gianluca Mager       | 6–2, 6–1         |
| 2017 | Guido Pella              | Federico Delbonis    | 6–2, 2–1 rit.    |
| 2016 | Marco Cecchinato (1)     | Laslo Đere           | 6–2, 6–2         |
| 2015 | Federico Delbonis        | Rogerio Dutra Silva  | 6–1, 7–6(6)      |
| 2014 | Albert Ramos Viñolas (2) | Pere Riba            | 6–3, 7–5         |
| 2013 | Filippo Volandri         | Andrej Martin        | 6–3, 6–2         |
| 2012 | Tommy Robredo            | Martín Alund         | 6–3, 6–0         |
| 2011 | Albert Ramos Viñolas (1) | Evgenij Korolëv      | 6–4, 3–0 rit.    |
| 2010 | Frederico Gil            | Máximo González      | 6–1, 7–5         |
| 2009 | Alessio Di Mauro         | Vincent Millot       | 6–4, 7–6(3)      |
| 2008 | Tejmuraz Gabašvili       | Diego Hartfield      | 6–4, 4–6, 6–4    |
| 2007 | Santiago Ventura         | Victor Hănescu       | 6–3, 7–5         |
| 2006 | Wayne Odesnik            | Arnaud Di Pasquale   | 5–7, 6–2, 7–6(5) |

### Doppio
| Anno | Campioni                                 | Finalisti                                  | Punteggio              |
| ---- | ---------------------------------------- | ------------------------------------------ | ---------------------- |
| 2025 | Matthew Romios Ryan Seggerman            | George Goldhoff Ray Ho                     | 3–6, 7–5, [10–8]       |
| 2024 | Andre Begemann Jonathan Eysseric (2)     | Petr Nouza Patrik Rikl                     | 2–6, 6–4, [10–6]       |
| 2023 | Jonathan Eysseric (1) Denys Molčanov     | Théo Arribagé Luca Sanchez                 | 6–2, 6–4               |
| 2022 | Luciano Darderi Fernando Romboli         | Diego Hidalgo Cristian Rodriguez           | 6–4, 2–6, [10–5]       |
| 2021 | Vít Kopřiva Jiří Lehečka                 | Dustin Brown Tristan-Samuel Weissborn      | 6–4, 6–0               |
| 2020 | Non disputato                            | Non disputato                              | Non disputato          |
| 2019 | Tomislav Brkić Ante Pavić                | Andrėj Vasileŭski Andrea Vavassori         | 7–6(6), 6–2            |
| 2018 | Julian Ocleppo Andrea Vavassori          | Gonzalo Escobar Fernando Romboli           | 4–6, 6–1, [11–9]       |
| 2017 | Tomasz Bednarek David Pel                | Filippo Baldi Omar Giacalone               | 6–1, 6–1               |
| 2016 | Miguel Ángel Reyes Varela Max Schnur     | Alessandro Motti Peng Hsien-yin            | 1–6, 7–6(4), [10–5]    |
| 2015 | Nikola Mektić Antonio Šančić             | Cristian Garín Juan Carlos Saez            | 6–3, 6–4               |
| 2014 | Guillermo Durán Máximo González          | James Cerretani Frank Moser                | 6–3, 6–3               |
| 2013 | Marco Crugnola Daniele Giorgini          | Alex Bolt Peng Hsien-yin                   | 4–6, 7–5, [10–8]       |
| 2012 | Nicholas Monroe Simon Stadler            | Andrej Golubev Jurij Ščukin                | 6–4, 3–6, [11–9]       |
| 2011 | Adrián Menéndez Maceiras Simone Vagnozzi | Andrea Arnaboldi Leonardo Tavares          | 0–6, 6–3, [10–5]       |
| 2010 | Daniele Bracciali Rubén Ramírez Hidalgo  | James Cerretani Jeff Coetzee               | 6–4, 7–5               |
| 2009 | Yves Allegro (2) Daniele Bracciali       | Manuel Jorquera Francesco Piccari          | 6–4, 6–2               |
| 2008 | Yves Allegro (1) Horia Tecău             | Juan Martín Aranguren Marc Fornell-Mestres | 6–4, 6–4               |
| 2007 | Fabio Colangelo Martín Vilarrubi         | Alessandro da Col Manuel Jorquera          | 6(2)–7, 7–6(8), [10–8] |
| 2006 | Giorgio Galimberti Harel Levy            | Frederico Gil Juan Albert Viloca           | 6–3, 6–3               |